# Katharina Innerhofer
Katharina Innerhofer (Zell am See, 17 gennaio 1991) è una biatleta austriaca.
In seguito al matrimonio con David Komatz, a sua volta biatleta, dal 2022 ha assunto cognome del marito è si è iscritta alle gare come Katharina Komatz.

## Biografia
Katharina Innerhofer, attiva dal 2010, in Coppa del Mondo ha esordito il 6 gennaio 2011 a Oberhof (14ª in staffetta) e ai campionati mondiali a Ruhpolding 2012 (75ª nella sprint, 86ª nell'individuale e 16ª nella staffetta). L'anno dopo ai Mondiali di Ruhpolding 2013 è stata 97ª nella sprint, 64ª nell'individuale e 19ª nella staffetta. Ha debuttato ai Giochi olimpici invernali a Soči 2014 piazzandosi 75ª nella sprint, 27ª nell'individuale e 8ª nella staffetta mista; il 6 marzo 2014 nella sprint di Pokljuka ha ottenuto la prima vittoria, nonché primo podio, in Coppa del Mondo.
Ai Mondiali di Kontiolahti 2015 si è classificata 26ª nella sprint, 31ª nell'inseguimento, 63ª nell'individuale, 10ª nella staffetta e 5ª nella staffetta mista e nella rassegna iridata di Hochfilzen 2017 si è posizionata 60ª nella sprint e 56ª nell'inseguimento; l'anno dopo ha preso parte ai XXIII Giochi olimpici invernali di Pyeongchang 2018, dove è giunta 29ª nella sprint, 40ª nell'inseguimento, 60ª nell'individuale e 10ª nella staffetta mista.
Ai Mondiali Östersund 2019 si è piazzata 49ª nella sprint, 40ª nell'inseguimento, 16ª nella staffetta e 17ª nella staffetta mista e nella rassegna iridata successiva di Anterselva 2020 è stata 19ª nella sprint, 28ª nell'inseguimento, 20ª nell'individuale, 19ª nella partenza in linea, 12ª nella staffetta e 8ª nella staffetta mista; in quella di Pokljuka 2021 si è invece posizionata 39ª nella sprint, 37ª nell'inseguimento, 46ª nell'individuale e 7ª nella staffetta mista. Ha partecipato ai XXIV Giochi olimpici invernali di Pechino 2022 classificandosi 21ª nella sprint, 22ª nell'inseguimento, 26ª nell'individuale, 14ª nella partenza in linea e 9ª nella staffetta. È inattiva per maternità dal termine della stagione 2022-2023.

## Palmarès

### Coppa del Mondo
- Miglior piazzamento in classifica generale: 26ª nel 2020
- 1 podio (individuale):
  - 1 vittoria

#### Coppa del Mondo - vittorie
| Data         | Località | Nazione  | Spec. |
| ------------ | -------- | -------- | ----- |
| 6 marzo 2014 | Pokljuka | Slovenia | SP    |

Legenda:

SP = sprint

### Campionati austriaci
- 20 medaglie[2]:
  - 10 ori (staffetta nel 2011; inseguimento nel 2012; staffetta nel 2014; 15 km skiroll nel 2016; individuale, staffetta nel 2017; 15 km skiroll nel 2019; individuale, individuale skiroll nel 2020)
  - 8 argenti (sprint nel 2012; sprint, inseguimento nel 2013; individuale nel 2014; 15 km skiroll, staffetta nel 2015; sprint nel 2018; individuale nel 2019)
  - 2 bronzi (staffetta nel 2013; individuale nel 2022)